# Josina Machel
Josina Muthemba Machel (Vilankulo, província d'Inhambane, 10 d'agost de 1945 – Dar es Salaam, 7 d'abril de 1971) és una figura significativa en la història política social i recent de Moçambic. Va néixer en una família de 5 germanes i 3 germans. El seu avi era un predicador presbiterià evangelista que va predicar nacionalisme i la identitat cultural contra l'assimilació europea. El seu pare treballava com a infermer en hospitals del govern i això ocasionà canvis periòdics de residència de la família a causa del seu treball. Algunes vegades Josina, el seu pare, dues de les seves germanes, i dos oncles van ser detinguts arran de la seva participació en l'oposició clandestina a l'administració colonial portuguesa. Ella es va convertir en una figura clau en para la independència moçambiquesa i va promoure l'emancipació de les dones africanes. Es casà amb Samora Machel, que seria el primer president de Moçambic. Va morir als 25 anys.

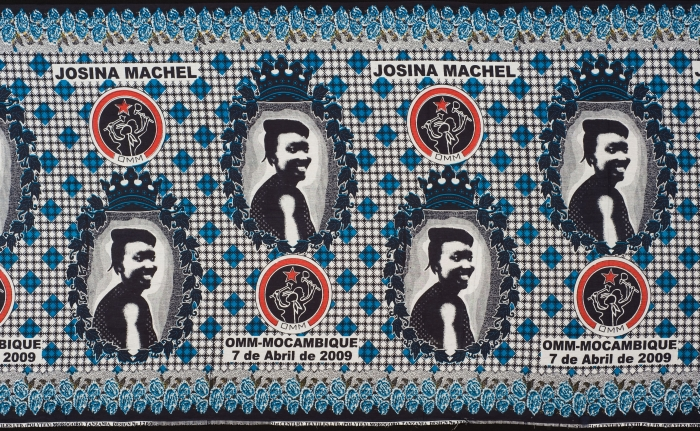
Kapulana que descriu Machel

## Primers anys
Als 7 anys va entrar a l'escola primària Dom João de Castro a Mocímboa da Praia, escola per als nens de portuguesos i famílies africanes assimilades. Dos anys més tard el seu pare serà traslladat a la ciutat de João Belo, i Josina continuà els seus estudis a l'escola Mouzinho de Alburquerque a la ciutat propera de Xai-Xai. Esgotades les opcions per a escolarització local, es veu obligada a traslladar-se a Lourenço Marques per continuar la seva educació. Allí viu amb la seva àvia. Ihre Familie hatte den „Assimilierten“-Status (assimilados), sodass Muthemba eine Schulbildung genießen durfte.

## Adolescència
En 1958, als 13 anys, Josina entra a l'escola comercial Dr. Azevedo e Silva per estudiar comptabilitat. Dos anys més tard, s'uneix al Nucli d'Estudiants de Secundària de Moçambic, que busca reafirmar la identitat cultural i conscienciació política entre l'alumnat secundari. En març de 1964 fuig del país amb altres alumnes (inclòs Armando Emilio Guebuza) amb la intenció d'unir-se al Front d'Alliberament de Moçambic, que en aquests moments tenia la seva base a Tanzània. Realitzen el viatge durant 800 milles per la frontera entre Rhodèsia (ara Zimbabwe) i Zàmbia. A les cascades Victoria són capturats i la policia els porta de nou a Lourenço Marqueis, on els empresonen. Cinc mesos més tard, en complir 19 anys, Josina és alliberada de la presó arran d'una campanya internacional duta a terme pel FRELIMO. Va seguir assistint a l'escola secundària sota l'estreta mirada d'agents policials.
Quatre mesos després Josina fugí de Moçambic per segona vegada i definitiva, amb un grup d'amics i alumnes. El grup buscà asil a Swazilàndia, on són acceptats en un campament de refugiats. Amb l'ajuda d'un pastor presbiterià local, també simpatitzant del FRELIMO, escapen del campament quan arriben rumors que ella i altres tres companys seran deportats per les autoritats portugueses. Marxen a Johannesburg, on contacten amb una versió del FRELIMO del Ferrocarril Subterrani americà. D'allí anaren a Francistown, Botswana on s'unirenn a uns altres 14 que també estaven buscant la forma d'arribar a Tanzània. Són declarats "visitants indesitjables” per les autoritats colonials britàniques i intenten realitzar les gestions per poder-los deportar a tots a Swazilàndia. Gràcies a la intensa publicitat internacional amb relació a l'Organització per a la Unitat Africana i les Nacions Unides, el llavors dirigent del FRELIMO Eduardo Mondlane, aconseguí persuadir les autoritats britàniques d'alliberar els 18 estudiants i deixar-los arribar a Tanzània. El grup és custodiat per l'Alt Comissionat de les Nacions Unides per als Refugiats que els organitza el viatge a Lusaka. Allí passen uns dies en un campament de refugiats fins que són lliurats a un representant del FRELIMO. El grup finalment arriba feble i desmoralitzat a Dar es Salaam.

## En lluita per l'alliberament

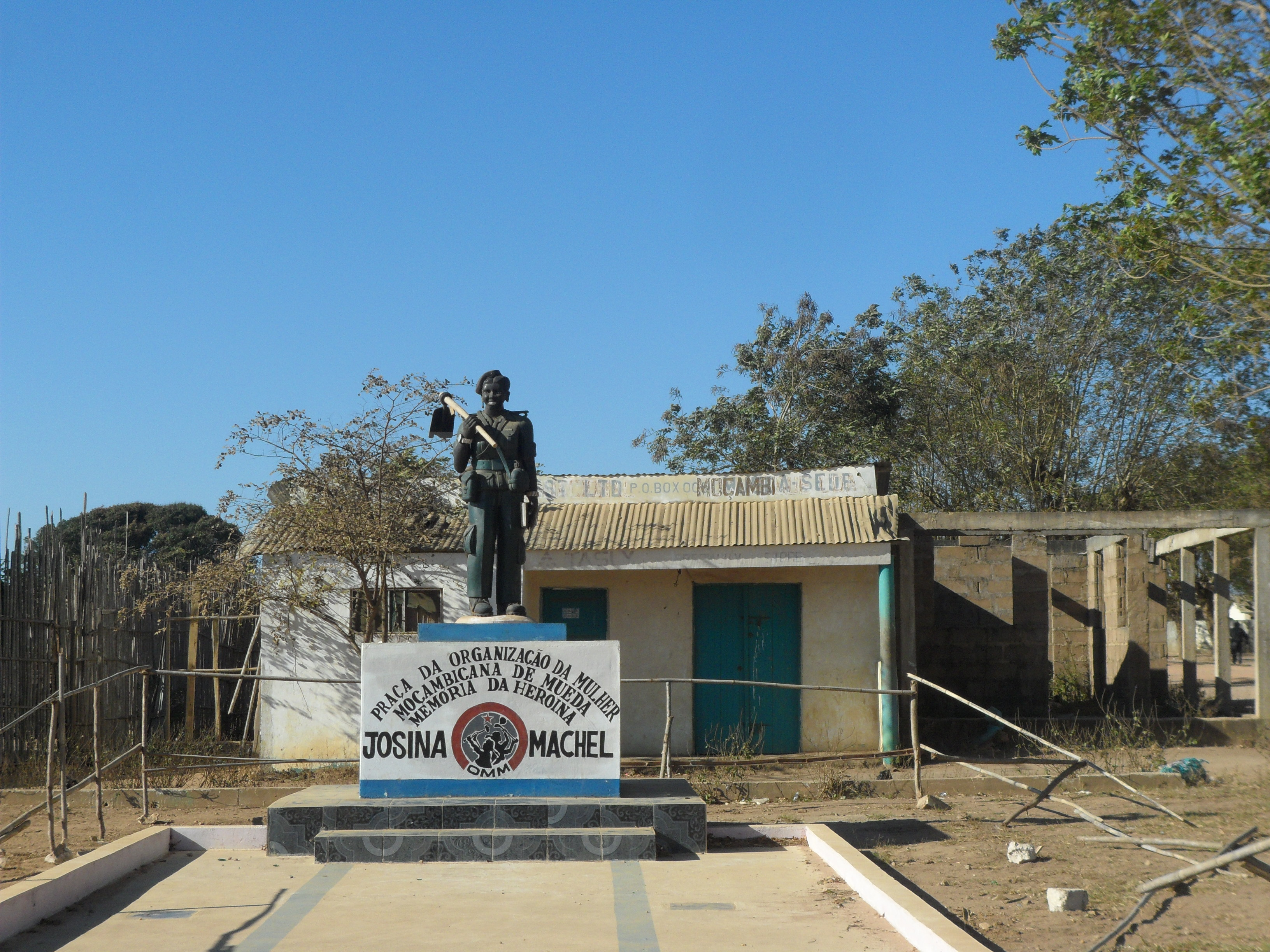
La seva estàtua a Mueda, Cabo Delgado.

Amb només 20 anys començà a ocupar càrrecs des responsabilitat dins el Frelimo durant la guerra d'independència de Moçambic. Fou directora d'un centre d'educació a Tanzània amb Janet Mondlane, l'esposa americana del president del FRELIMO Eduardo Mondlane. Un any i un mitjà més tard, Josina rebutja una beca per emprendre estudis universitaris a Suïssa i es fa voluntària del Destacament Femení del FRELIMO, que té la tasca de formar políticament les dones i fer entrenament militar de cara a la lluita per l'alliberament. Aquesta iniciativa va ser extraordinària amb relació a la igualtat de gènere perquè anava en contra de normes culturals africanes tradicionals fortament arrelades.
Josina es convertiria en una de les 25 noies que passen tres mesos de formació militar a Nachingwea (sud de Tanzània). Allí el Frelimo formà tots els seus lluitadors per a la guerra de guerrilles de Moçambic. Samora Machel és el director d'aquest centre de formació. Després, Josina i altres dones combatents combinaren funcions defensives amb logístiques i d'aprovisionament darrere de les línies de combat.
Durant 1968 El Destacament Femení evoluciona com a programa de serveis socials del FRELIMO per les areas alliberades. Organitzen els centres de salut, escoles, i centres de cura del nen. Ajuden a les famílies les cases de les quals han estat destruïdes, i proporciona suport emocional a soldats ferits i famílies locals traumatitzades per la guerra. Josina juga un rol visionari en identificar la necessitat de crear centres per a la cura del nen, així mantenen un control dels nens orfes o separats de les seves famílies per la guerra.
A mitjan 1968 Josina és nomenada delegada al Segon Congrés del FRELIMO on fa una potent defensa per la inclusió de les dones en tots els aspectes de la lluita per l'alliberament. Llavors és nomenada encarregada del Departament de Relacions Internacionals i de la secció de les Dones del FRELIMO. Viatja periòdicament a reunions internacionals pels drets de les dones i per a la funció de les dones en el desenvolupament utilitza exemples de la seva experiència en el FRELIMO defensant la participació de les dones en igualtat en tots els processos de desenvolupament.
En 1969 és nomenada encarregada del Departament d'Afers Socials del Frelimo, on desenvolupa activament centres educatius i de cura per als nens en la part nord de Moçambic. I realitza conscienciació sobre la importància que les poblacions locals envïin les seves filles a l'escola. Quan el President del Frelimo Eduardo Mondlane és assassinat a Tanzània per agents portuguesos, Josina viatja fins allí per proporcionar suport a la seva vídua Janet. Al maig es casa amb Samora Machel al Centre Educatiu de Tunduru, al sud de Tanzània, un dels centres que ha ajudat a desenvolupar. Al final de novembre, neix Samito, l'únic fill de la parella.

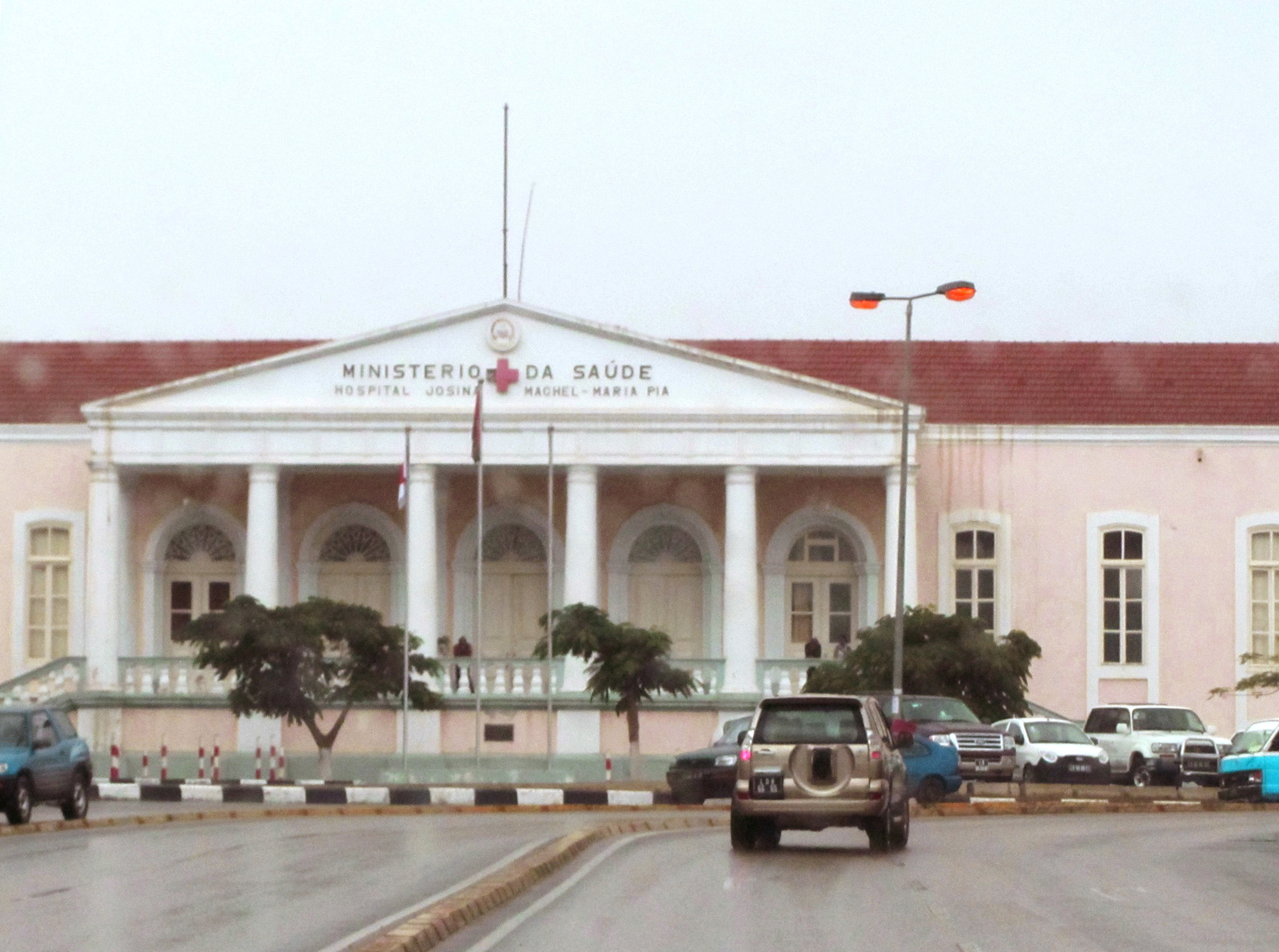
El Josina Miachel l'hospital nomenat en el seu honor a Luanda, Angola.

Durant 1970 Josina té símptomes de feblesa i mals de panxa. Viatja a Moscou per ser tractada. La diagnosi aparent és càncer de fetge. Li posen una dieta estricta com a tractament recomanat, però al seu retorn Josina no desatén els seus deures amb FRELIMO. Al final de l'any deixa Samito amb un amic i emprèn un viatge de dos mesos, en gran part a peu, a través de la província de Niassa per avaluar les condicions i activitats de pla per al Departament d'Assumptes Socials.
Al març de 1971 Josina viatja una altra vegada, aquest vegada a Cabo Delgado, per avaluar-hi els programes socials que estan implementats. Durant aquests dies lluita amb esgotament i fatiga crònics. Però segueix coordinant reunions de més de 1,000 persones. Cansada i molt prima, decideix tornar a Dar es Salaam a principis d'abril. Quan creua la frontera a Tanzània, lliura la seva pistola a un company i diu, Camarades, ja no puc continuar. Dona-li això al comandant militar de la província de manera que pugui contribuir a la salvació dels moçambiquesos.
A Dar es Salaam, Josina cau greument malalta el 5 d'abril. És ingressada a l'Hospital Muhimbili i mor el 7 d'abril de 1971 a l'edat de 25 anys. És enterrada al Cementiri Kinondoni on el seu oncle Mateus Muthemba, qui va ser assassinat per agents portuguesos en 1968, hi està també enterrat.
Un any més tard el FRELIMO declara el 7 d'abril, el dia de la mort de Josina, com a Dia de la dona Moçambiquesa. Al març de 1973 el FRELIMO va establir l'Organização da Mulher Moçambicana com a braç social i polític del moviment per a les dones. Inspirat en part pels ideals de l'emancipació de les dones que Josina havia promogut, l'organització va continuar treballant amb aquest objectiu fins a la independència del país en 1975. Un gran nombre germanes en armes de Josina van tenir un paper fonamental en funcions de lideratge en aquesta organització i al govern. L'escola secundària principal de Maputo porta el seu nom.